# Magaragadi
Magaragadi (nep. मगरागढी) – gaun wikas samiti w zachodniej części Nepalu w strefie Bheri w dystrykcie Bardiya. Według nepalskiego spisu powszechnego z 2001 roku liczył on 2877 gospodarstw domowych i 18681 mieszkańców (9398 kobiet i 9283 mężczyzn).